# Ouigo España
Az Ouigo España, korábbi nevén a Rielsfera a francia államvasút, az SNCF leányvállalata, amely diszkont ("fapados") TGV járatokat fog üzemeltetnie Spanyolországban, ami a francia Ouigo ajánlat spanyol megfelelője lesz.
A forgalomba kerülő járművek a TGV 2N2 sorozatú emeletes Alstom motorvonatok lesznek. A vonatokat az SNCF flottájából helyezik át Spanyolországba a szükséges módosítások után, hogy alkalmasak legyenek az Adif hálózatán való közlekedésre.
A spanyolországi COVID-19 járvány miatt a kijelölt első üzemnap időpontját elhalasztották. A tervek szerint 2021. május 10-én kezdi meg a működését a Madrid–Barcelona vasútvonalon, amely a Madrid–Puerta de Atocha, Zaragoza, Tarragona és Barcelona Sants állomásokat szolgálja  majd ki.

## Útvonalak
A Rielsfera belföldi nagysebességű járatokat fog üzemeltetni az alábbi viszonylatokon:
- Napi 5 pár Madrid-Barcelona között;
- Napi 5 pár Madrid és a Valencia tartomány között, Valencia és Alicante célállomásokkal;
- Napi 5 pár Madrid és Andalúzia között, Sevilla és Málaga célállomásokkal.

## Képek

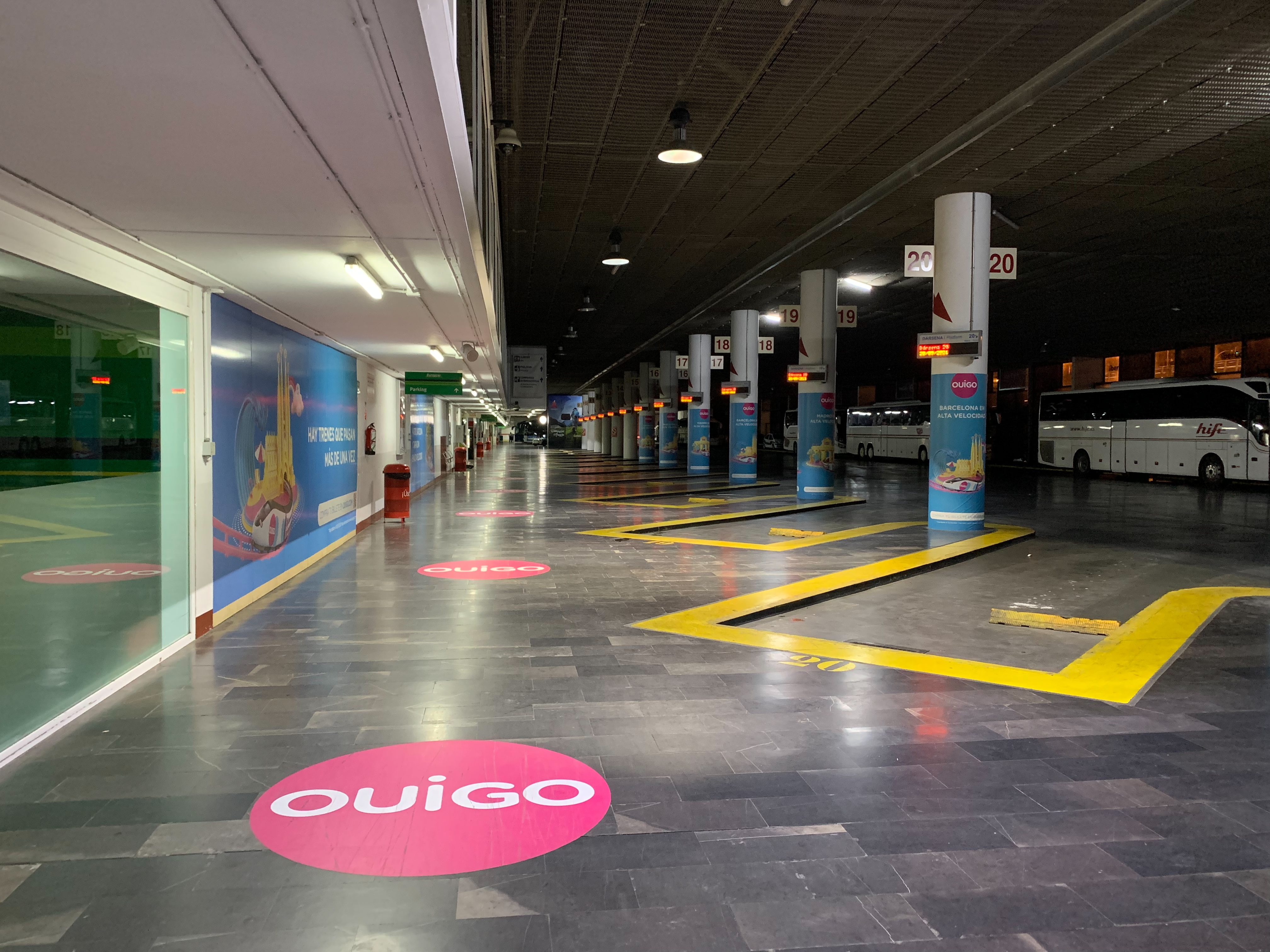
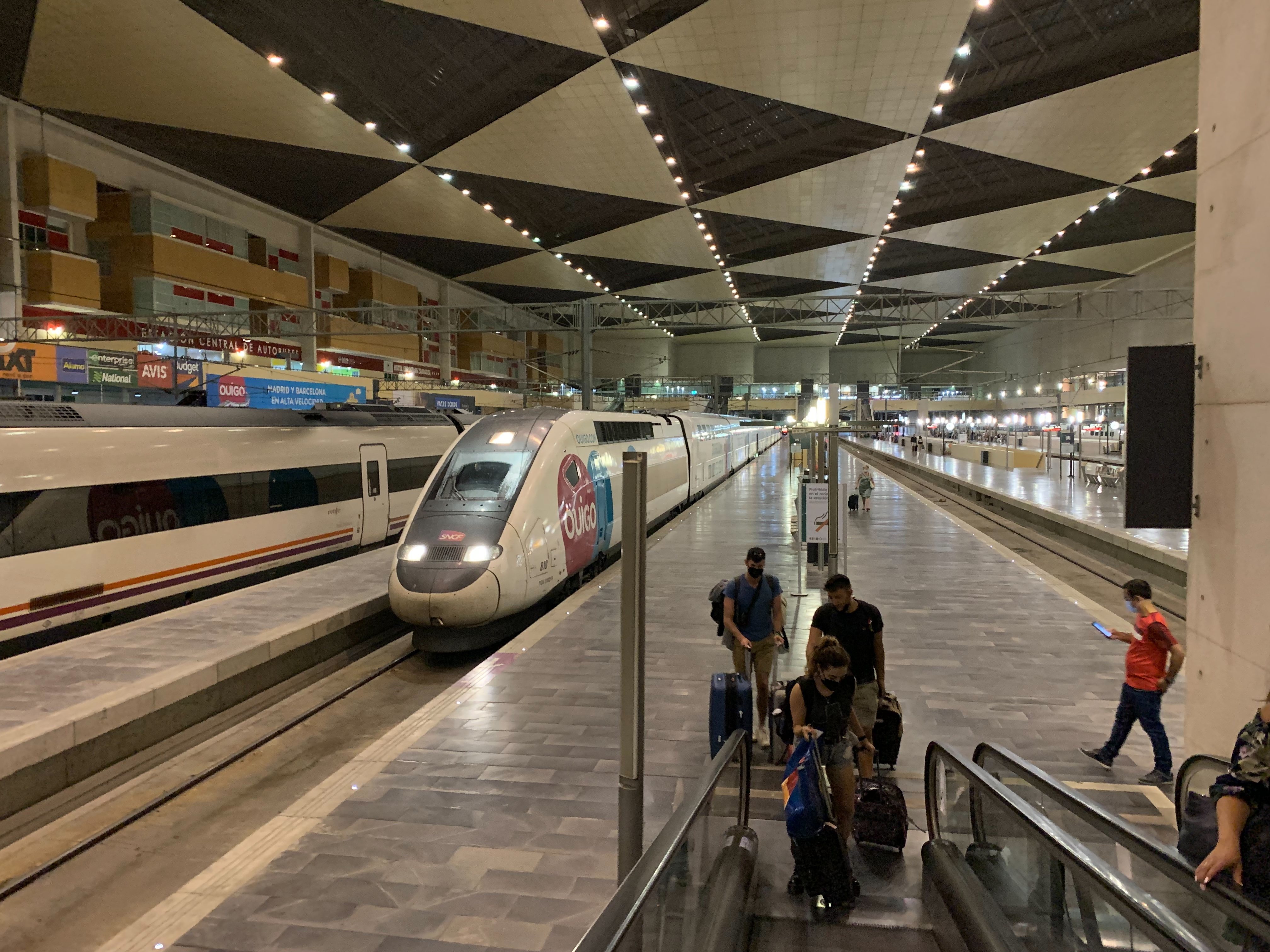
Egy TGV Duplex Estación de Zaragoza-Delicias állomáson
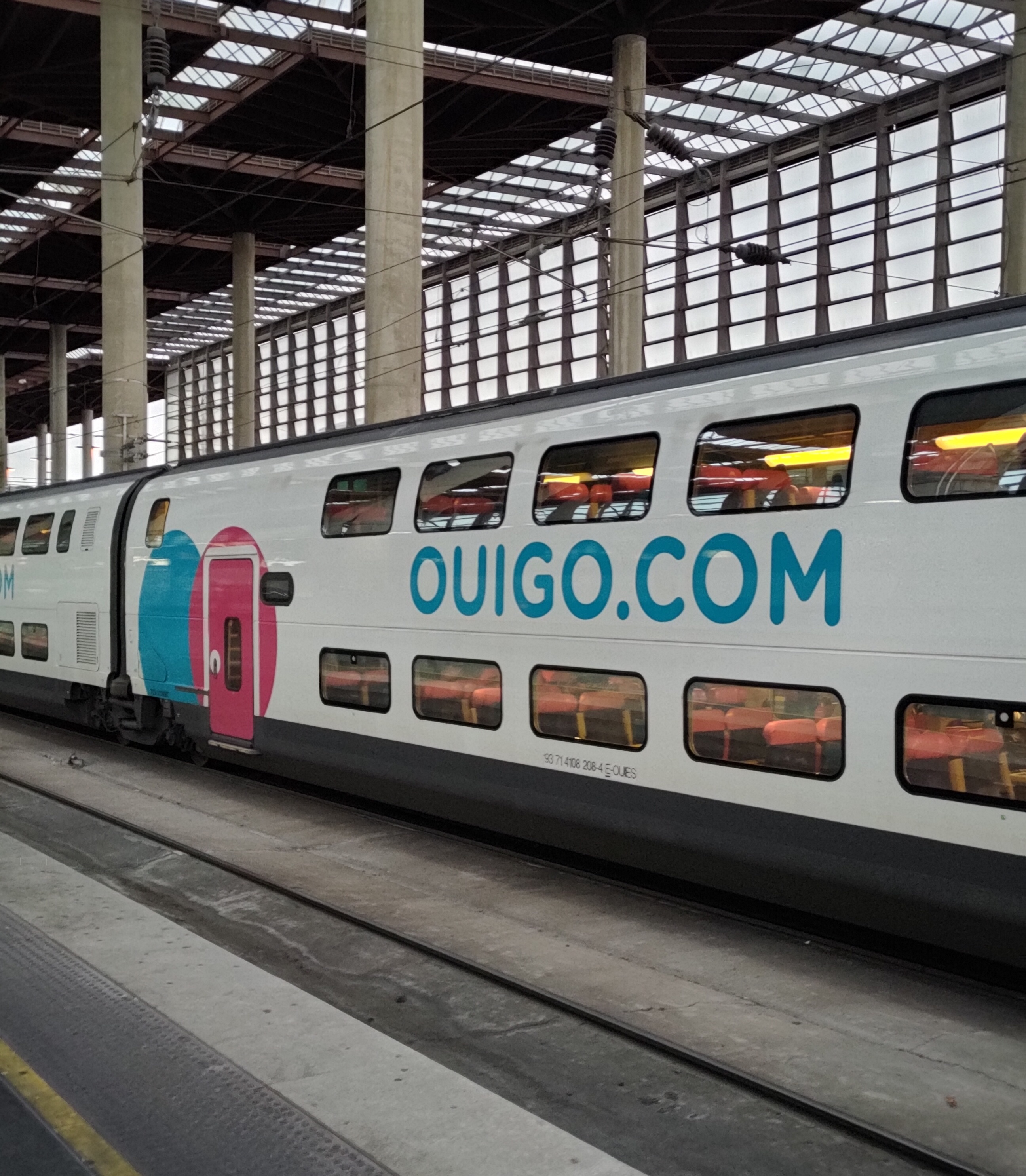
Ouigo szerelvény Madrid Atocha állomáson

## Állomások
| Név                                  | Közigazgatási egység                    | Vasútvonal | Szolgáltatások | Kép |
| ------------------------------------ | --------------------------------------- | --- | --- | --- |
| Estación de Albacete-Los Llanos      | Albacete                                | Madrid–Levante nagysebességű vasútvonal Madrid-Valencia-vasútvonal | Alvia Alta Velocidad Española Alaris InterCity Iryo Avant Ouigo España |     |
| Estación de Alicante-Terminal        | Alicante                                | Madrid–Levante nagysebességű vasútvonal Valencia–Alicante-vasútvonal Murcia–Alicante-vasútvonal Línea La Encina-Alicante                                                                                   | Alvia Alta Velocidad Española Alaris Euromed InterCity Ouigo España Iryo Línea C-1 (Cercanías Murcia/Alicante) Línea C-3 (Cercanías Murcia/Alicante) |     |
| Estación de Barcelona Sants          | Sants                                   | Madrid–Barcelona nagysebességű vasútvonal Sant Vicenç de Calders–Barcelona-vasútvonal Madrid-Barcelona-vasútvonal Barcelona-Manresa-Lleida-Almacelles-vasútvonal Barcelona-Vilafranca-Tarragona-vasútvonal | Alvia Alta Velocidad Española Trenhotel Alaris Avant Euromed TGV InterCity Elipsos Estrella Ouigo España Rodalies Barcelona 1-es vonal Rodalies de Barcelona 2-es vonal Rodalies Barcelona 3-as vonal Rodalies Barcelona 4-es vonal Línea R11 Línea R13 Línea R14 Línea R15 Línea R16 Línea 34 Línea 1 líne R2 sud ligne R2 Nord Iryo |     |
| Estación de Málaga-María Zambrano    | Málaga Cruz de Humilladero (District 6) | Córdoba–Málaga nagysebességű vasútvonal Málaga–Fuengirola-vasútvonal | Alta Velocidad Española Alvia Avant Ouigo España Línea C-1 (Cercanías Málaga) Línea C-2 (Cercanías Málaga) Línea 67 Línea 70 Iryo |     |
| Estación de Sevilla-Santa Justa      | Sevilla                                 | Madrid–Sevilla nagysebességű vasútvonal Sevilla-Cádiz nagysebességű vasútvonal Alcázar de San Juan–Cádiz-vasútvonal                                                                                        | Alta Velocidad Española Alaris Avant AVE Lanzadera Ouigo España Línea C-1 (Cercanías Sevilla) Línea C-2 (Cercanías Sevilla) Línea C-3 (Cercanías Sevilla) Línea C-4 (Cercanías Sevilla) Línea C-5 (Cercanías Sevilla) Iryo |     |
| Estación de Valencia-Joaquín Sorolla | Valencia                                | Madrid–Levante nagysebességű vasútvonal Valencia–Alicante-vasútvonal | Alvia Alta Velocidad Española Avant Euromed InterCity Ouigo España Avlo Iryo |     |
| Madrid-Chamartín-Clara Campoamor     | Chamartín                               | Madrid–Valladolid nagysebességű vasútvonal Madrid-Valencia-vasútvonal Madrid-Hendaya-vasútvonal Madrid−Burgos-vasútvonal Madrid-Barcelona-vasútvonal                                                       | Alta Velocidad Española Alvia Trenhotel Avant InterCity Estrella Trenhotel Lusitania Ouigo España Iryo |     |